# 花朗乡
花朗乡，又作花躴乡，是中华人民共和国云南省昭通市镇雄县下辖的一个乡镇级行政单位。

## 词源
“花朗”为彝语“红哪”的变音，意为视野开阔的坝子。

## 行政区划
花朗乡下辖以下地区：
花朗村、文阁村、法地村、仓上村和林正村。